# Set Fire to the Rain
«Set Fire to the Rain»  (traducido al español Prender fuego a la lluvia) es una canción interpretada por la cantautora británica Adele, incluida en su segundo álbum de estudio, 21 de 2011. Fue escrita por Adele y Fraser T. Smith y producida por este último. Se lanzó oficialmente como tercer sencillo del álbum el 4 de julio de 2011 en Europa y el 21 de noviembre del mismo año en Norteamérica.
La canción tuvo un buen desempeño comercial a nivel mundial. En Reino Unido, debutó en el septuagésimo noveno lugar en el conteo UK Singles Chart y alcanzó su máxima posición en el número once. En Estados Unidos, alcanzó la primera posición de las listas Billboard Hot 100, Adult Contemporary, Pop Songs y Adult Pop Songs. También alcanzó el top 10 en Alemania, Austria, Bélgica, Canadá, Dinamarca, Escocia, Eslovaquia, Finlandia, Francia, Hungría, Irlanda, Italia, Noruega, Nueva Zelanda, los Países Bajos y Suiza.
Aunque no se lanzó ningún video musical oficial para la canción, una presentación en vivo del DVD Live at the Royal Albert Hall fue subida a la plataforma YouTube. En 2013, en la 55.ª edición de los Premios Grammy, dicha interpretación en vivo recibió un galardón por mejor interpretación pop solista.

## Antecedentes y composición
El 28 de octubre de 2011, durante una entrevista con Billboard, la discográfica Columbia Records reveló que «Rumour Has It» sería el siguiente sencillo del álbum 21. Sin embargo, el lanzamiento de esta canción fue cancelado y se escogió a «Set Fire to the Rain» como el tercer sencillo del disco en los Estados Unidos.
La canción está escrita en la tonalidad de re menor, con un pulso de 108 pulsaciones por minuto, seguido de la progresión de los acordes re menor - fa - do - sol menor - re menor - fa - do - do sus 4 - do, y la voz de Adele se expande desde la - re. 
La canción describe los elementos contradictorios de una relación, y la imposibilidad de dejar ir a la otra persona. 
Es una de las canciones del álbum con más influencias pop, la canción es descrita por John Murphy, de MusicOMH como una "power ballad", en contraste con la producción de la mayoría de las canciones en el álbum, ya que contiene una instrumentación exuberante y un fuerte arreglo de cuerdas en un ritmo medio, creando un muro de sonido para la voz de luto de la cantante.
También esta canción sirvió como uno de los temas principales de la telenovela de la Rede Globo, Avenida Brasil poniendo así una mayoritaría posición de ventas en este País y sus cercanos.

## Formatos
Descarga digital
| Descarga digital |                        |          |  |
| N.º              | Título                 | Duración |  |
| 1.               | «Set Fire to the Rain» | 4:01     |  |

| «Set Fire to the Rain» - EP |                                            |          |  |
| N.º                         | Título                                     | Duración |  |
| 1.                          | «Set Fire To The Rain» (Thomas Gold Remix) | 5:50     |  |
| 2.                          | «Set Fire To The Rain» (Thomas Gold Dub)   | 5:21     |  |
| 3.                          | «Set Fire To The Rain» (Moto Blanco Remix) | 7:38     |  |
| 4.                          | «Set Fire To The Rain» (Moto Blanco Edit)  | 3:35     |  |

## Premios y nominaciones

### Premios Grammy
| Año  | Trabajo nominado                 | Categoría                        | Resultado |
| ---- | -------------------------------- | -------------------------------- | --------- |
| 2013 | «Set Fire to the Rain» (en vivo) | Mejor interpretación pop solista | Ganadora  |

## Posicionamiento en listas

### Semanales
| País              | Lista                     | Mejor posición |
| ----------------- | ------------------------- | -------------- |
| Alemania          | German Singles Chart      | 4              |
| Australia         | Australian Singles Chart  | 1              |
| Austria           | Austrian Singles Chart    | 1              |
| Bélgica (Flandes) | Ultratop 50               | 2              |
| Bélgica (Valonia) | Ultratop 40               | 1              |
| Canadá            | Canadian Hot 100          | 1              |
| Dinamarca         | Danish Singles Chart      | 1              |
| Escocia           | Scottish Singles Chart    | 1              |
| Eslovaquia        | Slovakia Radio Top 100    | 1              |
| España            | Spanish Singles Chart     | 1              |
| Estados Unidos    | Billboard Hot 100         | 1              |
| Estados Unidos    | Digital Songs             | 1              |
| Estados Unidos    | Pop Songs                 | 1              |
| Estados Unidos    | Radio Songs               | 1              |
| Estados Unidos    | Adult Contemporary        | 1              |
| Estados Unidos    | Adult Pop Songs           | 1              |
| Estados Unidos    | Dance/Club Play Songs     | 18             |
| Estados Unidos    | Rock Songs                | 30             |
| Estados Unidos    | Top Latin Songs           | 19             |
| Finlandia         | Finnish Singles Chart     | 1              |
| Francia           | French Singles Chart      | 4              |
| Hungría           | Rádiós Top 100            | 1              |
| Irlanda           | Irish Singles Chart       | 3              |
| Italia            | Italian Singles Chart     | 3              |
| Noruega           | Norwegian Singles Chart   | 1              |
| Nueva Zelanda     | New Zealand Singles Chart | 1              |
| Países Bajos      | Dutch Singles Chart       | 2              |
| Reino Unido       | UK Singles Chart          | 1              |
| Suecia            | Swedish Singles Chart     | 1              |
| Suiza             | Swiss Singles Chart       | 3              |